# Kavaklı, Çarşıbaşı
Kavaklı là một xã thuộc huyện Çarşıbaşı, tỉnh Trabzon, Thổ Nhĩ Kỳ. Dân số thời điểm năm 2011 là 501 người.